# Škufče
Škufče so naselje v Občini Bloke.